# تپه سه تپان ۲
تپه سه تپان ۲ مربوط به دوره اشکانیان است و در شهرستان صحنه، بخش مرکزی، روستای علی گرزان علیا واقع شده و این اثر در تاریخ ۱۸ خرداد ۱۳۸۴ با شمارهٔ ثبت ۱۱۸۶۱ به‌عنوان یکی از آثار ملی ایران به ثبت رسیده است.